# Friedrich Christian Gottlieb Scheidemantel
Friedrich Christian Gottlieb Scheidemantel (* 17. September 1735 in Ostheim vor der Rhön; † 18. Juni 1796 ebenda) war ein deutscher Landarzt, Hofmediziner, Buchautor und Wissenschaftler.

## Leben
Scheidemantel promovierte 1772 an der Universität Jena. Er war nach dem Studium Landarzt im fränkischen Ostheim vor der Rhön. Später arbeitete er als Badearzt in Brückenau und machte Karriere als Fürstl.-Fuldaischer Hofmedikus. Sein besonderes Interesse galt den Heilquellen in seiner Heimatregion. Er pflegte eine Freundschaft zum Arzt Ignaz Reder in Mellrichstadt und beschäftigte sich auch mit medizinischer Psychologie.

## Schriften
- Kurze Nachricht von dem Nutzen und Gebrauche der in dem Hochstift Fulda zu Brückenau und Wernarz gelegenen Mineralbrunnen. Johann Jakob Stahel, Fulda 1775 (144 S.).
- Fränkische Beyträge zur Arzneygelahrtheit durch Krankengeschichte und Bemerkungen. Buchhandlung der Gelehrten, Dessau 1783 (188 S.).
- Die Leidenschaften als Heilmittel betrachtet. Johann Gottfried Hanisch, Hildburghausen 1787 (431 S.).
- Anleitung zum vernünftigen Gebrauch aller Gesundbrunnen und Bäder Teutschlands, deren Bestandtheile bekannt sind. Für Aerzte und Nichtärzte aufgesetzt. Ettinger, Gotha 1792 (460 S.).
- Beyträge zur Arzneykunde. Kleefeld, Leipzig 1797 (Band 1: 258 S., Band 2: 380 S.).